# Izvor Plive
Izvor rijeke Plive zapravo čine dva izvora koja su međusobno udaljena 300 metara. Dva izvorišna kraka sastaju se kilometar ispod sela Dragnić (Šipovo) i čine rijeku Plivu.
Desni krak izvire ispod planine Majevac, a dok se sastane s drugim krakom prima s lijeve strane potok Crničnja. Lijevi krak izvire iznad sela Dragnić na čak tri mjesta, a te vode se spajaju u jednu 100 metara nizvodno. Nakon spajanja ova dva izvorišna kraka rijeka Pliva ima mirniji tok.